# De beunhaas
Tom Poes en de beunhaas of kortweg De beunhaas is het 81ste verhaal uit de Bommelsaga, geschreven en getekend door Marten Toonder. Het verhaal verscheen voor het eerst op 9 juli 1958 en liep tot 9 september van dat jaar.
Het centrale thema van dit verhaal is de beunhaas die de vakman verdringt.

## Samenvatting
Tom Poes en heer Bommel gaan op vakantie in Kontreie. Bij de grens is het opvallend druk omdat iedereen juist dat land uit lijkt te willen. Hoewel Kontreie voor een modern land doorgaat, blijken de moderne gebouwen schone schijn te zijn; alles wordt slecht gebouwd. Het bouwen is in handen van één firma, De Haas genaamd. Deze firma doet bovendien aan nepotisme en neemt alleen familieleden aan. Tom Poes verzint een list, waardoor de beunhazen ontslagen worden en het land uitvluchten.